# 社科乡
社科乡，是中华人民共和国山西省吕梁市岚县下辖的一个乡镇级行政单位。

## 行政区划
社科乡下辖以下地区：
社科村、下会村、下马铺村、葛铺村、曲立村、里焉舍村、井峪堡村、阳坡村、兰家舍村、普通村、圪埚村、上井村、任家庄村和冯周村。